# Robert Van Eenaeme
Robert Van Eenaeme (Wondelgem, Gant, 27 d'agost de 1916 - Marche-en-Famenne, 8 de març de 1959) va ser un ciclista belga que fou professional entre 1939 i 1950. En el seu palmarès destaquen una vintena de victòries, entre elles edicions de la Gant-Wevelgem, el 1936, 1937 i 1945 i el Campionat de Flandes de 1942.

## Palmarès
- 1936
  - 1r a la Gant-Wevelgem
- 1937
  - 1r a la Gant-Wevelgem
- 1942
  - 1r al Campionat de Flandes
  - 1r al Circuit de Bèlgica i vencedor d'una etapa
  - 1r al Critèrium de Zingem
- 1943
  - 1r a les Tres Viles Germanes
  - 1r a Acht van Brasschaat
  - 1r al Critèrium de Gant
- 1944
  - 1r a Zomergem
  - 1r a Rumbeke-Beitem
- 1945
  - 1r a la Gant-Wevelgem